# Normaltica
Normaltica là một chi bọ chét có ở Đại Antilles.

## Các loài
- N. iviei
- N. obrieni